# Rebecca Holden
Rebecca Holden (Dallas, Texas, 12 de junio de 1958) es una actriz y cantante estadounidense, reconocida principalmente por su participación en la popular serie de televisión de los años 1980 Knight Rider.

## Carrera
Holden inició su carrera como modelo, apareciendo en portadas de revistas y filmando comerciales para marcas como Ivory Soap, Dentyne, Kellogg's, Chevrolet, Gillette, Playtex, Arrid y 7 Up. Se mudó a Los Ángeles, California, donde su primera aparición en la televisión fue en la serie Three's Company. Realizó apariciones especiales en otros shows y en 1983 se unió al elenco de la popular serie de televisión Knight Rider como el personaje secundario April Curtis durante la segunda temporada del programa (1983-1984).
Interpretó a la malvada Elena en la telenovela General Hospital en 1987 y apareció en otros programas como The Love Boat, Magnum, Taxi, Night Court, Mike Hammer, Remington Steele, entre otros. En 2015 protagonizó la película Hollywouldn'ts y también tuvo un papel principal en una prueba piloto para Comedy Central.

## Filmografía

### Cine y televisión
| Cine       | Cine                               | Cine                        | Cine             |
| Año        | Título                             | Rol                         | Notas            |
| ---------- | ---------------------------------- | --------------------------- | ---------------- |
| 1982       | Dirty Hero                         | Christene Adams             |                  |
| 1988       | The Sisterhood                     | Alee                        | Caged Woman      |
| 1989       | Loverboy                           |                             |                  |
| 1991       | Twenty Dollar Star                 | Lisa                        |                  |
| 1992       | The Hollywood Beach Murders        | Jamie                       |                  |
| 1999       | Foolish                            | Rebecca                     |                  |
| 1999       | Lycanthrope                        | Sheila Stein                |                  |
| 2001       | Knight Chills                      | Periodista                  |                  |
| 2001       | Outlaw Prophet                     | Molly                       |                  |
| 2005       | From Venus                         | The Avatrix                 |                  |
| 2009       | The Book of Ruth: Journey of Faith | Beth                        | Directo a DVD    |
| 2015       | The Hollywouldn'ts                 |                             |                  |
| 2016       | Baskets                            |                             |                  |
| 2016       | All Wrong                          |                             |                  |
| Televisión |                                    |                             |                  |
| Año        | Título                             | Rol                         | Notas            |
| 1980       | B.A.D. Cats                        |                             |                  |
| 1980       | Three's Company                    | Bunny/Twinkie               |                  |
| 1982       | House Calls                        | Jan Howard                  |                  |
| 1982       | Happy Days                         | Lola                        |                  |
| 1982       | The Love Boat                      | Mona                        |                  |
| 1982       | Magnum, P.I.                       | Laura Frasier               |                  |
| 1982       | Enos                               |                             |                  |
| 1982       | Barney Miller, 1981                | Wendy McWilliams            |                  |
| 1982       | Taxi                               | Christina Longworth         |                  |
| 1982       | Private Benjamin                   |                             |                  |
| 1982       | Too Close for Comfort              | Susan Andrews               |                  |
| 1982       | Quincy, M.E.                       | Kirsten MacKenzie           |                  |
| 1982       | Police Squad!                      | Stella                      |                  |
| 1982       | T. J. Hooker                       | Lynn Hartman                |                  |
| 1983       | Johnny Blue                        | Kathy Weatherby             | Película para TV |
| 1983       | Matt Houston                       | Carol Masters Sharon Dardis |                  |
| 1983–1984  | Knight Rider                       | April Curtis                | 21 episodios     |
| 1984       | The Master                         |                             |                  |
| 1984       | The New Mike Hammer                | Barbara Rainey              |                  |
| 1986       | Night Court                        | Mary Korchak                |                  |
| 1986       | Remington Steele                   | Windsor Thomas              |                  |
| 1987       | General Hospital                   | Elena Cosgrove              |                  |
| 1988       | CBS Summer Playhouse               | Vanessa                     |                  |

## Discografía
| Año  | Sencillo                         | Listas de éxitos |
| Año  | Sencillo                         | US Country       |
| ---- | -------------------------------- | ---------------- |
| 1989 | "The Truth Doesn't Always Rhyme" | 82               |
| 1989 | "License to Steal"               | 78               |